# Västra Karup
Västra Karup je vesnice, která patří k obci Båstad v historické provincii (landskap) Skåne a hrabství Skåne län, na jihu Švédska, 500 km jihozápadně od Stockholmu,120 metrů nad mořem. Má 589 obyvatel (2019) a rozlohu 146 hektarů (2018). Nachází se na poloostrově Bjäre a je obklopena zemědělskou půdou i lesem. V místě je kostel Västra Karups kyrka. Od Båstad je vzdálena asi sedm kilometrů. Má kontinentální klima. Průměrná teplota je 6 °C. Nejteplejší měsíc je červenec, 18 °C a nejchladnější leden, −6 °C.

## Doprava
Do místa vede vedlejší silnice 105.

## Významné osobnosti
- Birgit Nilsson, švédská operní pěvkyně – lyrický soprán